# Samtgemeinde Ilmenau
Samtgemeinde Ilmenau er en Samtgemeinde ("fælleskommune" eller amt) i den sydlige del af Landkreis Lüneburg, beliggende syd for byen Lüneburg, i den tyske delstat Niedersachsen.
Administrationen ligger i byen Melbeck. Floden Ilmenau, der er en biflod til Elben, løber gennem den østlige del af området, fra syd mod nord.

## Kommunerne i Samtgemeinden
Samtgemeinde Ilmenau består af kommunerne:
- Barnstedt,
- Deutsch Evern,
- Embsen
- Melbeck